# M30空軍三管複合槍
M30空軍三管槍（德語：Drilling M30，drilling與"triple"同義）是一款第二次世界大戰期間，納粹德國空軍供給其機組人員作自衛用途的複合槍。其主要被空軍人員用於北非戰線。現在，此槍還有被平民用作狩獵和自衛等用途。
為了實現最大的實用性，M30採用了三槍管的複合式設計。其中包含在頂部的2根12鉛徑滑膛槍管，以及於下面的1根發射9.3×74毫米R步槍彈的步槍槍管。左邊的槍管沒有安裝喉縮，以方便發射一體散彈塊。而右邊的槍管則裝設了以便於發射散彈。它們都是由德國槍械公司JP 紹爾生產的。

## 流行文化

### 電子遊戲
- 2021年—《蔚藍檔案》：牛牧茱莉的固有武器「供給部護身用槍枝B型」原型。

## 外部連結
- Sauer & Sohn M30 Drilling （页面存档备份，存于） (Brazilian web site, with photos)
- . Forgotten Weapons (YouTube). 2014-09-08  [2019-11-23]. （原始内容存档于2021-01-02）.